# (4486) Mithra
(4486) Mithra ist ein Erd- und marsbahnkreuzender Apolloasteroid. Er wurde am 22. September 1987 von Eric Elst und W. G. Schkodrow entdeckt. 
Radaruntersuchungen des Asteroiden offenbarten eine stark gegabelte Form mit zwei großen Auswölbungen.
Der Asteroid  ist nach der persischen Göttergestalt Mithra benannt. 